# أكروم
أكروم هي قرية لبنانية من قرى قضاء عكار في محافظة الشمال. تقع في تجمع للقرى. تتألف من سبع مناطق كما انها تضم منطقة تعرف بأسم (النبي بري).. وهي منطقة محايدة للحدود السورية تعرف منطقة أكروم بمناخها المعتدل المائل للبرودة حتى في أيام الصيف وتحتوي على الكثير من المعالم الأثرية فتوجد فيها العديد من القلاع والمغاور فهي مسكن للكثير من الشعوب القديمة مثل الفنيقيين والرومان…